# Suf Podgoreanu
Suf Podgoreanu (en hebreo: סוף פודגוראנו‎; Hadera, 20 de enero de 2002) es un futbolista israelí que juega en la demarcación de delantero y milita en el Maccabi Haifa F. C. de la Liga Premier de Israel.

## Selección nacional
Tras haber sido internacional en categorías inferiores, el 12 de octubre de 2021 debutó con la selección absoluta de Israel en un partido de la Liga de Naciones de la UEFA 2020-21 ante Moldavia que finalizó con un resultado de 2-1 a favor del combinado israelí tras los goles de Eran Zahavi y Moanes Dabour para Israel, y de Ion Nicolăescu para Moldavia.

## Clubes
| Club                     | País         | Año       | Partidos | Goles |
| ------------------------ | ------------ | --------- | -------- | ----- |
| Maccabi Haifa F. C.      | Israel       | 2019-2020 | 5        | 0     |
| A. S. Roma               | Italia       | 2020-2021 | 0        | 0     |
| Spezia Calcio            | Italia       | 2021-2022 | 5        | 0     |
| Maccabi Haifa F. C.      | Israel       | 2022-2024 | 35       | 3     |
| Heracles Almelo (cedido) | Países Bajos | 2024-2025 | 37       | 3     |
| Maccabi Haifa F. C.      | Israel       | 2025-     |          |       |

## Palmarés

### Títulos nacionales
| Título                 | Club                | País   | Año  |
| ---------------------- | ------------------- | ------ | ---- |
| Liga Premier de Israel | Maccabi Haifa F. C. | Israel | 2023 |
| Supercopa de Israel    | Maccabi Haifa F. C. | Israel | 2023 |